# Lhotse
O Lhotse é a quarta montanha mais alta do mundo, possuindo ligação com o monte Everest pela coluna sul. Dada a proximidade com o Everest, tem um baixo valor de proeminência topográfica (610 m) e de isolamento topográfico (2,42 km). Até outubro de 2003 haviam subido ao topo do Lhotse 243 alpinistas, sendo que 11 morreram.

## Face do Lhotse
O flanco ocidental do Lhotse é conhecido como a face de Lhotse. Todos os alpinistas que vão pela coluna sul do Everest devem escalar esta parede de 1 125 m constituída de gelo glacial. Esta face levanta-se em declives de 40 e 50 graus com protuberâncias ocasionais de 80 graus.

## Ascensões ao cume
Os primeiros alpinistas a atingirem o seu cume foram os suíços Fritz Luchsinger e Ernst Reiss em 18 de maio de 1956. O primeiro português a atingir o seu cume foi [[João Garcia, em 21 de maio de 2005, sem recurso a oxigénio artificial. A sua equipa também integrava o alpinista português Hélder Santos, que devido a intoxicação alimentar foi forçado a descer previamente.

## Ligações externas

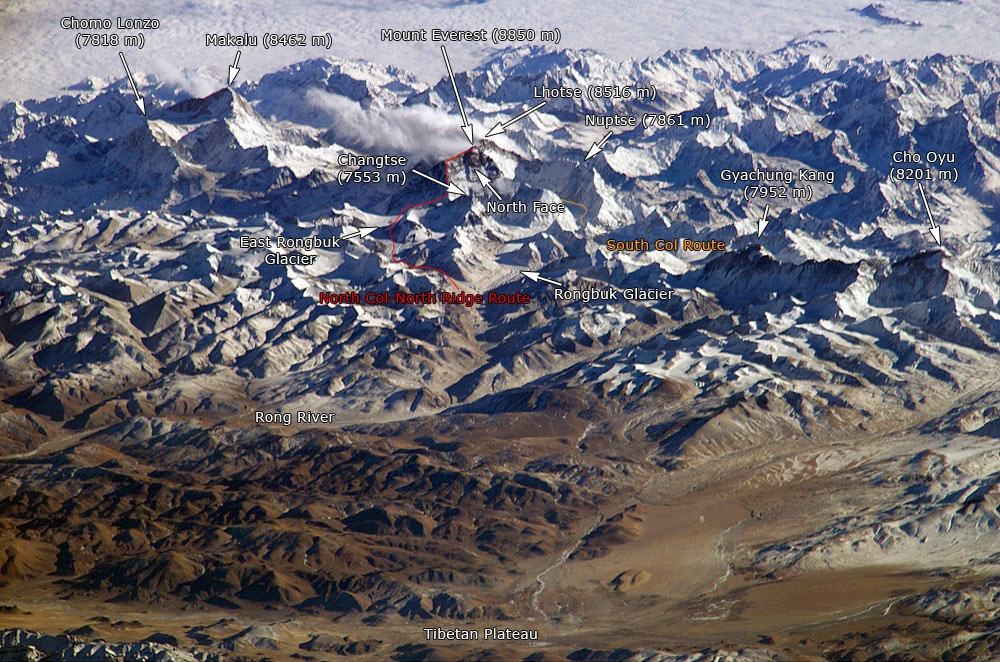
Rotas de ascensão mais populares do Everest